# Ermita de San Lázaro (Plasencia)
La ermita de San Lázaro se encuentra en la ciudad de Plasencia (provincia de Cáceres, Extremadura, España), a la salida del puente homónimo.
La iglesia formaba parte de un lazareto hasta el siglo XV y de una “casa de pobres” después. 
Tiene cabecera ochavada y tres naves con cubierta de madera. Dichas cubiertas se reformaron en el siglo XVIII. En la nave del evangelio hay una capilla con un altar de azulejos de Talavera de la Reina fechado en 1599. Está dedicado a los patrones de los zapateros, San Crispín y San Crispiniano.
Poseía un retablo mayor con interesantes tablas del pintor Correa Vivar, discípulo de Juan de Borgoña del siglo XVI, que se halla hoy en el Palacio Episcopal. 
En su interior se venera la popular imagen del “Cristo de San Lázaro”.